# Ágios Nikólaos (Anáfi)
Pour les articles homonymes, voir Ágios Nikólaos.
Ágios Nikólaos, en grec moderne : Άγιος Νικόλαος, est un village sur l'île d'Anáfi, dans les Cyclades en Grèce.
Selon le recensement de 2011, la population du village compte trois habitants.